# Laemophloeus californicus
Laemophloeus californicus är en skalbaggsart som beskrevs av Thomas Casey 1916. Laemophloeus californicus ingår i släktet Laemophloeus och familjen ritsplattbaggar. Inga underarter finns listade i Catalogue of Life.